# Mondego (reka)
Rio Mondego (portugalska izgovorjava: [ˈʁi.u mõˈdeɣu]) ali reka Mondego je najdaljša reka v celoti znotraj portugalskega ozemlja. Izvira v Serra da Estrela, najvišjem gorovju celinske Portugalske (tj. brez portugalskih otokov). Teče 234 kilometrov od občine Gouveia, na 1425 metrih nadmorske višine v Serra da Estrela, do izliva v Atlantski ocean poleg mesta Figueira da Foz.

## Etimologija
Ime reke naj bi izhajalo iz predrimske, hispano-keltske besede Munda ali Monda - s katerima sta jo v klasični antiki omenjala Plinij in Ptolemaj -, pozneje latinizirana v Mondæcus, dokler se ni razvila v današnje ime.

## Geografija
Reka Mondego je dolga približno 258,3 kilometra. Njen izvir je v Serra da Estrela, na mestu Corgo das Mós (ali Mondeguinho), župnija Mangualde da Serra, občina Gouveia, na nadmorski višini okoli 1525 m. Na svoji začetni poti prečka Serra da Estrela, od jugozahoda proti severovzhodu, v občinah Gouveia in Guarda. Nekaj kilometrov od tega mesta, poleg mesta Vila Cortês do Mondego, doseže nadmorsko višino manj kot 450 m. Tam se obrne najprej proti severozahodu in nadaljuje tok v občini Celorico da Beira proti jugozahodu.
Njen srednji tok se začne tukaj, vzdolž planote Beira, ki seka skozi granitne kamnine in metamorfne formacije. Po prečkanju občine Fornos de Algodres reka Mondego služi kot meja med okrožji Viseu na severu ter Guarda in Coimbra na jugu. Tako na severnem bregu razmejuje občine Mangualde, Seia, Nelas, Carregal do Sal, Santa Comba Dão in Mortágua, medtem ko na južnem bregu služi kot meja za občine Gouveia, Oliveira do Hospital, Tábua, Penacova in Vila Nova iz Poiaresa.
Med Penacovo in Coimbro teče reka skozi ozko dolino na poti, za katero so značilni številni prepleteni meandri. Po osvoboditvi skrilavcev in kvarcitnih formacij in že v bližini mesta Coimbra reka odpre svoj spodnji tok, ki obsega zadnjih štirideset kilometrov svoje poti in doseže višinsko razliko le 40 metrov. V tej zadnji fazi teče skozi veliko aluvialno nižino, prečka občine Coimbra, Montemor-o-Velho in Figueira da Foz, kjer se izliva v Atlantski ocean. V bližini njenega izliva se oblikuje estuarij, dolg približno 25 km s površino 3,5 km². V zadnjih 7,5 km svojega odseka se razcepi na dva rokava (severni in južni), ki se ponovno združita blizu ustja in tvorita majhen otok Murraceira.
Reka se razširi ob mestu Coimbra (zgodovinsko mesto, največje v regiji, z univerzo kot območjem svetovne dediščine) in občino Montemor-o-Velho (znano po gradu in riževih poljih), preden doseže Atlantski ocean pri mestu Figueira da Foz.
Ob Mondegu sta dva glavna jezova, jez Aguieira in jez Raiva, ter manjši na glavnem mostu v Coimbri.

### Hidrografski bazen
Reka Mondego odmaka porečje s skupno površino 6645 km², s prevladujočo orientacijo severovzhod-jugozahod. Povodje zaseda drugo mesto po površini med rekami, katerih porečja so v celoti na portugalskem ozemlju. Na svoji poti sprejema vode svojih pritokov, kot so Dão na desnem bregu, Alva, Ceira, Ega (ali Rio dos Mouros) in Arunca ter Pranto na levem bregu.
Velik del poti do Coimbre (imenovane Alto Mondego ali Mondego Superior) poteka skozi dolino, vdelano v metamorfne kamnine in granit. Končni odsek (imenovan Baixo Mondego), ki meri približno 40 km, poteka skozi aluvialno ravnico, ki je izjemno rodovitna in kjer so nekatera najbolj produktivna riževa polja v Evropi. Povodje reke Mondego ima povprečno letno količino padavin 1233 mm in povprečni letni pretok 108,3 m³/s. V porečju reke Mondego so številne hidroelektrarne. Skupna zmogljivost skladiščenja v rezervoarjih.

### Pritoki
Eden od njenih pritokov je Rio Dão, ki je dal ime vinski regiji Dão. Druga je reka Alva, ki vstopi v Mondego tik pred Penacovo. Reka Ceira vstopi v Mondego južno od Coimbre ob državni cesti 17.

## Poplave
Glavni vzrok za poplavljanje rek je pogostost intenzivnih padavin. Velikost porečja in vrsta meteorološkega dogodka določata značilnosti poplav, ki so v reki Mondego razmeroma hitre, s časi med začetkom poplave in največjim pretokom nekaj ur in lahko posebej nevaren zaradi nenadnega povečanja nivoja pretoka.
Poplave na reki Mondego se pojavljajo vsaj od 14. stoletja in vplivajo na življenje v pomembnem mestu, kot je Coimbra. Tu je bilo mogoče zabeležiti najpomembnejše poplave, med katerimi izstopajo tiste iz let 1331, 1788, 1821, 1842, 1852, 1860, 1872, 1900, 1915, 1962, 1969 in 1979. Poplave, označene kot velike, so imele povratna doba 50 let. Prav tako je razvidno, da imajo v zadnjih dveh stoletjih ob enaki empirični analizi velike poplave povratno dobo 20 let. Tako je postala očitna potreba po intervenciji za obvladovanje poplav.
Z izgradnjo jezov Aguieira in Raiva ter jezu Coimbra so bile zgrajene nove aluvialne plasti, vključno s 7,7 km obrambnih nasipov, poglabljanjem in kamenimi oblogami. Poplavni tokovi v Coimbri so bili reda 2500 m³/s, ki so bili blaženi na 1200 m³/s prek dveh prej omenjenih obratov. Pri ustju se pričakujejo pretoki 3000 m³/s.

## Galerija
- Coimbra in Mondego
- Kanal za namakanje in odvodnjavanje, vzporeden s tokom Mondega, blizu Pereire
- most Rainha Santa Isabel čez Mondego
- Mondego in Coimbra ponoči
- Pogled na Mondego pri Coimbri